# Minus Polak
Herminius Carl George Ludolf (Minus) Polak (Rotterdam, 12 mei 1928 – Rotterdam, 4 februari 2014) was een Nederlands politicus en bestuurder.
Polak was een Rotterdamse advocaat met een grote public spirit. Hij was een vooruitstrevend liberaal, die onder meer voorstander was van het correctief referendum. Hij was vele jaren betrokken bij het plaatselijk bestuur in Rotterdam, onder andere als wethouder. Hij was ruim een jaar lid van de Eerste Kamer namens de VVD. Hij was tien jaar een breed georiënteerd lid van de Raad van State.
In 1974 trad Polak om principiële redenen af als wethouder in Rotterdam. De gemeenteraad wilde geen geld beschikbaar stellen voor een nieuwe brandweerwagen op het gemeentelijke vliegveld Zestienhoven. Polak stelde daarop dat hij niet langer voor de veiligheid van de passagiers kon instaan en dat de gemeenteraad hem dat onmogelijk maakte, en trad daarom direct af.
- Biografisch Portaal: 25945060
- International Standard Name Identifier: 0000 0003 8994 9767
- Nederlandse Thesaurus van Auteursnamen: 067730949
- Parlement.com: vg09lliq6gvu
- Virtual International Authority File: 283515770
- WorldCat: E39PBJbH3CBMgrFYJ3F6b6y8G3